# سيوداد ماديرو (بوينس آيرس)
سيوداد ماديرو (بالإسبانية: Ciudad Madero, Buenos Aires)‏ هي منطقة سكنية تقع في الأرجنتين في La Matanza Partido. يقدر عدد سكانها بـ 75,582 نسمة ومساحتها 9 كم2 وترتفع عن سطح البحر 6 متر.